# Pelidnota cayennensis
Pelidnota cayennensis är en skalbaggsart som beskrevs av Bates 1904. Pelidnota cayennensis ingår i släktet Pelidnota och familjen Rutelidae. Inga underarter finns listade i Catalogue of Life.